# Игри
Игри (серб. Игри / Igri) — село в общине Гацко Республики Сербской Боснии и Герцеговины. В настоящее время село необитаемо.